# Сила (имя)
Си́ла — русское мужское имя библейского происхождения. Распространено также в ряде других традиционно христианских стран, как правило в форме Си́лас.
Восходит к имени новозаветного персонажа, апостола от 70 — Силы, сподвижника апостола Павла, жившего в I веке. Этимология имени достоверно не известна, по одним версиям это искажённая запись еврейского имени Саул (Шауль, ивр. שאול‎), по другим версиям имя сближается с именем ближайшего сподвижника Силы — Силуана, от лат. Silvanus — «лесной», «дикий». Высказывалась даже версия о тождестве апостолов Силы и Силуана. К русскому слову «сила» этимология имени отношения не имеет, хотя ряд исследователей полагает возможность параллельного бытования на Руси прозвищного имени Сила.
Именины Силы в православии — 12 августа (30 июля по старому стилю) и 17 января (4 января по старому стилю) в день Собора Апостолов от семидесяти; в католичестве — 13 июля.
В России имя Сила было не слишком распространено, а после революции 1917 года его использование практически сошло на нет. Также Сила могло быть не полным именем, а сокращением от имён Силуан (Силуян), Силантий. От него образованы ряд фамилий, в частности Силин, Силаев.

## Известные носители
- Сила — апостол от семидесяти, сподвижник апостола Павла, жил в I веке
- Сила Готфский (IV век) — христианский мученик из народа готов, день памяти 8 апреля[2]
- Сила (1919—2000) — митрополит, епископ Константинопольской православной церкви, титулярный митрополит Саранта-Эклизийский
- Это же имя (в арамейском прочтении Шила[англ.]) носил патриарх Ассирийской церкви Востока (503—523).

## Прочее
Некоторые иноязычные имена, в частности женские, тоже могут передаваться на русский язык как Сила. В том числе англ. Sela; тур. Sıla (Сыла).